# Giulio Rinaldi
Giulio Rinaldi (ur. 13 lutego 1935 w Anzio, zm. 18 lipca 2011 tamże) – włoski bokser, zawodowy mistrz Europy, olimpijczyk.

## Kariera w boksie amatorskim
Wystąpił w wadze średniej (do 75 kg) na igrzyskach olimpijskich w 1956 w Melbourne, gdzie w pierwszej walce wygrał z Jensem Andersenem z Danii, a w następnej, ćwierćfinałowej, przegrał walkowerem z późniejszym złotym medalistą Giennadijem Szatkowem ze Związku Radzieckiego, gdyż nie utrzymał limitu wagi.
Był wicemistrzem Włoch w wadze średniej w 1956.

## Kariera w boksie zawodowym
Rozpoczął zawodowe uprawianie boksu w 1957. Startował w wadze półciężkiej. Większość pojedynków wygrywał, choć m.in. został pokonany w 1959 przez Dietera Wemhönera. W marcu 1960 zdobył tytuł zawodowego mistrza Włoch w wadze półciężkiej, a w październiku tego roku wygrał na punkty w walce towarzyskiej z Archiem Moore’em, który do tego miesiąca był mistrzem świata tej kategorii, a nadal był na niego uznawany m.in. przez New York State Athletic Commission. 10 czerwca 1961 w Nowym Jorku Rinaldi stoczył walkę z Moore’em o tytuł mistrza świata tej organizacji, lecz przegrał ją na punkty. W tym samym roku zrewanżował; się za porażkę Wemhönerowi wygrywając z niem na punkty.
28 września 1962 w Rzymie zdobył wakujący tytuł mistrza Europy (EBU) w kategorii półciężkiej po pokonaniu Chica Calderwooda. Następnie stoczył dwie remisowe walki towarzyskie z Bobo Olsonem i Wayne’em Betheą. 23 maja 1963 w Rzymie obronił tytuł mistrza Europy wygrywając z byłym posiadaczem tego pasa Erichem Schöppnerem (była jedyna porażka Schöppnera na zawodowym ringu). Stracił tytuł 4 kwietnia 1964 w Dortmundzie, gdy pokonał go Gustav Scholz. Odzyskał wakujący pas mistrza Europy w wadze półciężkiej 8 lipca 1965 w Rzymie wygrywając z Klausem Peterem Gumpertem, jednak już w następnej walce go stracił po porażce z Piero Del Papą 11 marca 1966. W tym samym roku zremisował z Jürgenem Blinem, a pojedynek z Giulio Saraudim uznano za nieodbyty. W 1969 stoczył trzy walki z Wilhelmem von Homburgiem (dwie przegrane i jedną wygraną) i przegrał z Blinem. Ostatnią walkę w swojej karierze przegrał 23 października 1970 z Dominico Adinolfim.